# Aleksandr Grin

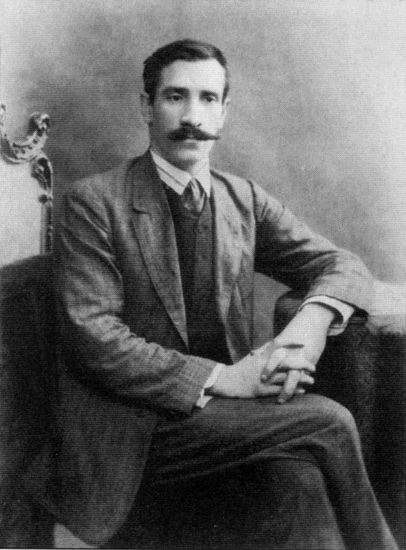
Aleksandr Grin (1910)

Aleksandr Stepánovich Grinevski (/ɐlʲɪ'ksänd̪r ɡrʲin/ⓘ en ruso: Алекса́ндр Степанович Гриневский; 11 de agostojul./ 23 de agosto de 1880greg.-8 de julio de 1932) fue un destacado escritor de literatura neorromántica ruso, más conocido por su nombre literario de Aleksandr Grin, apócope de su apellido familiar.

## Biografía
Nació en Slobodskói en la provincia de Viatka, hijo de un noble polaco desterrado por su participación en la sublevación patriótica polaca de 1863 y de una rusa que falleció cuando Aleksandr Grin contaba trece años. 
Desde su infancia Aleksandr soñaba con viajar y con conocer el mar. En 1896 escapó de casa y llegó a Odesa. Así comenzó su vida de vagabundo. Trabajó como marinero, soldado, pescador, peón, leñador y buscador de oro. Atravesó Rusia desde el Mar Negro a los Montes Urales. 
A comienzos del siglo XX se incorporó al Partido Social-Revolucionario. En 1903 fue arrestado en Sebastopol por sus actividades como agitador político. Aunque escapó, fue prendido y encarcelado durante dos años. En 1906 fue arrestado por segunda vez y lo deportaron a la gubernia o provincia de Tobolsk. Escapó a Viatka con un pasaporte falso que lo llevó a Moscú.  
Allí comenzó a escribir. En 1907 apareció su primer relato; iba buscando un estilo propio y en 1909 publicó sus primeras novelitas románticas. En 1910-1912 lo deportaron a la gubernia o provincia de Arcángel; en 1916 se ocultó en Finlandia; volvió a San Petersburgo en 1917, tras la Revolución de Febrero. 
Durante la Guerra Civil Rusa se incorporó al Ejército Rojo como soldado de enlace. En 1919 cayó enfermo de tifus y el escritor, medio muerto, fue conducido a Petrogrado. Ya recuperado, escribió en la década de los veinte sus novelas más famosas y hermosas -El corazón del desierto (1923), Mundo resplandeciente (1923), Velas rojas (1923), El camino a ninguna parte (1929) y Surcando las olas (1928). Sin embargo, su obra fue marginada y el escritor fue ignorado y casi ninguneado, ya que los críticos se cebaron con él porque la administración burocrática literaria de la URSS clasificó sus obras como ajenas a la nueva sociedad. 
En 1924 se trasladó a Teodosia y en 1929 a Staryi Krym; iba muriendo lentamente de la terrible falta de casi todo, porque cayó enfermo, no podía trabajar y sus libros no producían beneficio, ya que los honorarios soviéticos por este tipo de trabajos eran risibles. Falleció en Staryi Krym a causa del cáncer. 
Este vagabundo menesteroso fue uno de los más sorprendentes románticos rusos. Creó un mundo literario, la llamada Grinlandia (los puertos de Zurbagán, Liss, Kasset, San Riol, un mundo poblado por gente honrada, valiente, desinteresada y romántica). Todavía existen dos museos de Aleksandr Grin, uno en Viatka (Kírov) y otro en Teodosia (Ucrania, Crimea).

## Obras más destacadas
- La vida de Gnor (1912) Жизнь Гнора
- Capitán Duc (1915) Капитан Дюк
- Cien verstás río abajo (1916) Сто верст по реке
- Las naves en Liss (1922) Корабли в Лиссе
- Velas rojas (1923) Алые паруса
- El corazón del desierto (1923) Сердце пустыни
- Mundo resplandeciente (1923) Блистающий мир
- Cazador de ratas (1924) Крысолов. Editorial Pasos Perdidos, Madrid, 2014. ISBN 978-84-941162-5-4
- Cadena de oro (1925) Золотая цепь
- Surcando las olas (1928) Бегущая по волнам
- Elda y Angotea (1928) Элда и Анготея
- Jessie y Morgiana (1929) Джесси и Моргиана
- El camino a ninguna parte (1929) Дорога никуда
- La lámpara verde (1930) Зеленая лампа
- Сomandante de puerto (1933) Комендант порта

## Adaptaciones cinematográficas
- Filmografía basada en su obra